# City Kino Wedding

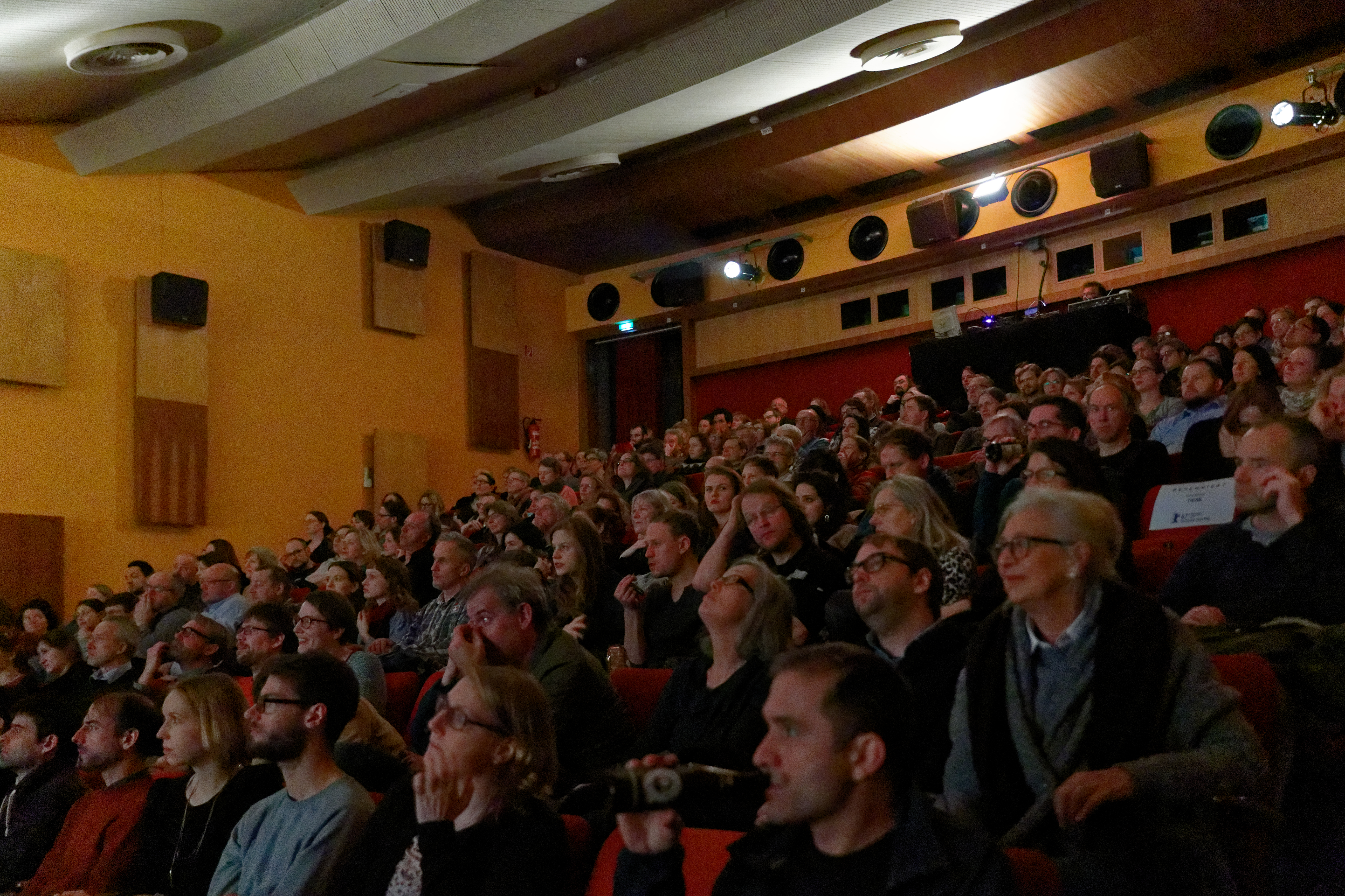
La salle du cinéma City Kino Wedding lors du festival Berlinale en 2017.

Le City Kino Wedding est un cinéma d'art et d'essai situé au sein du Centre français de Berlin, à Berlin. Il a été construit en 1961. Le bâtiment dans son ensemble est protégé. Il a été jusqu'en 1992 le centre culturel français des forces d'occupation. Depuis 2007, il n'était plus utilisé en tant que salle de cinéma, avant de rouvrir le 13 septembre 2014.

## Histoire
Le cinéma du Centre français de Berlin a été utilisés depuis son ouverture pour des manifestations culturelles, des représentations théâtrales, des projections de films. Des projections gratuites et publiques ont également lieu. Après le retrait des troupes françaises, le Centre français de Berlin a été reconstruit, et il a rouvert ses portes en 1994. De 1996 à 2007, sous le nom de « City Wedding », il est utilisé pour projeter des films de Bollywood. En 2009, il a également été appelé brièvement Tour Eiffel-Cinéma.
Le 13 septembre 2014 ouvre le « City Kino Wedding ». Il a d'abord été testé avec une projection toutes les deux semaines jusqu'à la fin de l'année 2014, proposant des films sélectionnés pour un prix modique.

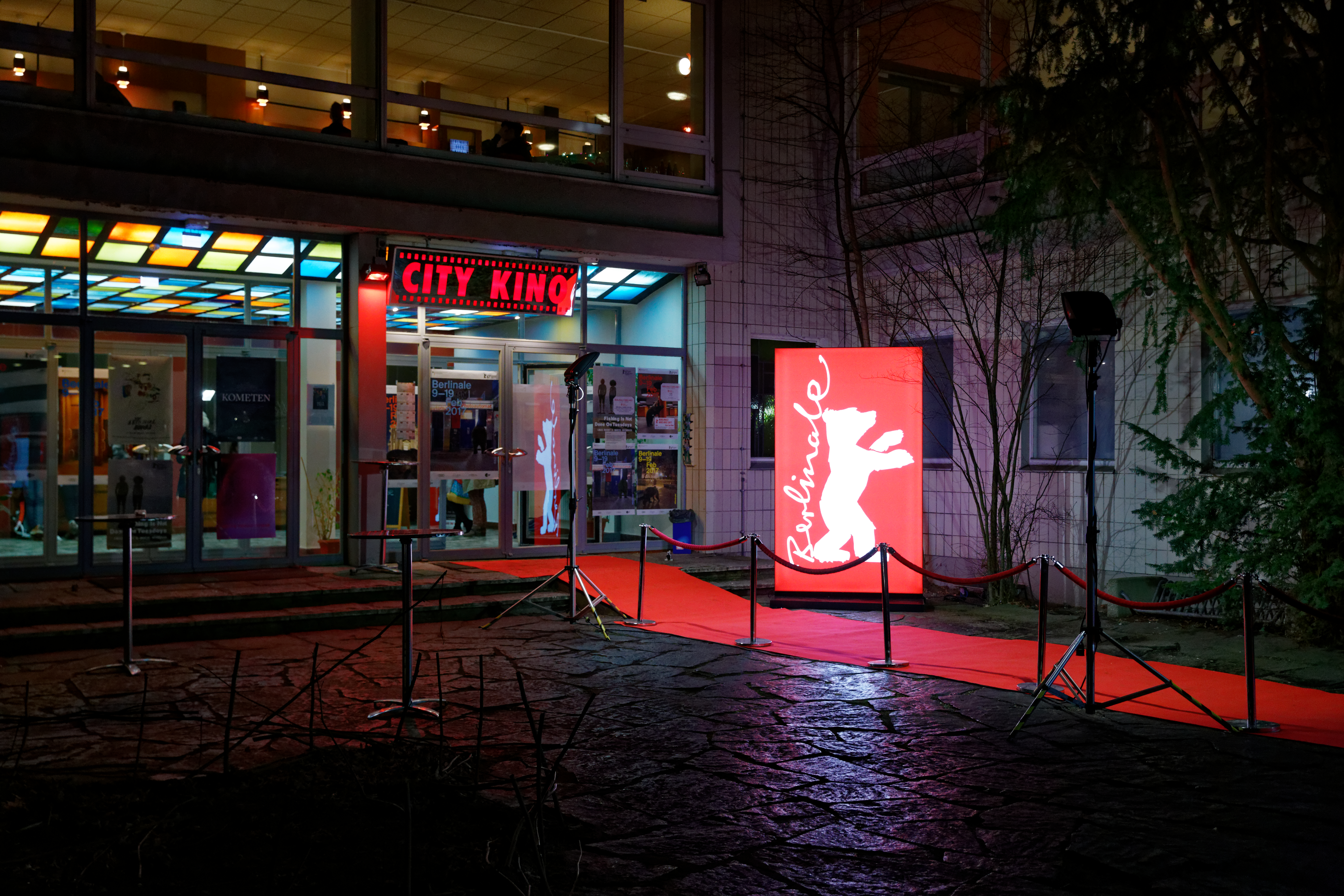
City Kino Wedding durant le festival Berlinale en 2017

Le cinéma propose chaque semaine depuis janvier 2015, du jeudi au dimanche des sélections d'art et d'essai. Dans le cadre de la section du festival « Berlinale Goes Kiez », le cinéma fait partie des salles officielles du festival Berlinale en 2016 et 2017.
Le cinéma dispose de 220 places, ce qui pour une salle de cinéma est relativement grand. Elle dispose d'un projecteur 35 mm, qui n'est cependant pas utilisé : le cinéma utilise un projecteur numérique.